# Compile time
Begrebet compile time anvendes i it-teknisk sammenhæng og betyder: Ved programmets kompileringstidspunkt.
Fx sker type-tjek og kontrol af metode-signaturer compile time i programmeringssproget java.